# Gunnar Folke Schuppert
Gunnar Folke Schuppert (* 23. Mai 1943 in Praschnitz/Polen) ist ein deutscher Rechts- und Verwaltungswissenschaftler.

## Leben
Schuppert studierte ab 1962 Rechtswissenschaften an den Universitäten Berlin, München und Göttingen. Nach dem ersten Juristischen Staatsexamen 1967 war er bis 1972 als Wissenschaftliche Hilfskraft am Juristischen Seminar der Universität Göttingen tätig. 1972 wurde er mit seiner Arbeit über Die verfassungsgerichtliche Kontrolle der Auswärtigen Gewalt (erschienen 1973) promoviert. Nach seinem zweiten Staatsexamen 1973 wurde er Wissenschaftlicher Assistent an der Juristischen Fakultät der Universität Göttingen und von 1973 bis 1976 als wissenschaftlicher Mitarbeiter am Bundesverfassungsgericht beim Richter des Bundesverfassungsgerichts Helmut Simon abgeordnet.
Nach einem Studienaufenthalt an der London School of Economics and Political Science (Studiengang Public Administration) von 1976 bis 1977 und einem Habilitanden-Stipendium der Deutschen Forschungsgemeinschaft (DFG) von 1977 bis 1978, in dem Schuppert Die Erfüllung öffentlicher Aufgaben durch verselbständigte Verwaltungseinheiten untersuchte, habilitierte er sich 1979 an der Juristischen Fakultät der Universität Göttingen für Öffentliches Recht und Verwaltungslehre.
1979 erfolgte ein Ruf auf eine C3-Professur für Verwaltungswissenschaft an der Universität Hamburg. Im Dezember 1983 ergingen Rufe auf Lehrstühle an der Deutschen Hochschule für Verwaltungswissenschaften Speyer und der Universität Augsburg. Dort wurde er 1984 zum Ordinarius für Öffentliches Recht ernannt. 1983 referierte er in Köln auf der Jahrestagung der Vereinigung der Deutschen Staatsrechtslehrer über Die Steuerung des Verwaltungshandelns durch Haushaltsrecht und Haushaltskontrolle (s. VVDStRL 42 [1984], S. 216 ff.).
Von 1993 bis 2008 war Schuppert Inhaber des Lehrstuhls für Staats- und Verwaltungswissenschaft, insbesondere Staats- und Verwaltungsrecht an der Humboldt-Universität zu Berlin. Im Rahmen dieser Professur leitete er von 2007 bis 2012 das Forschungsprojekt bureaucratic transparency der Werner-Bonhoff-Stiftung. Von 1996 bis 1999 war er zudem Co-Direktor des Europäischen Zentrums für Staatswissenschaften und Staatspraxis in Berlin, von 1999 bis 2000 Gastprofessor am Wissenschaftszentrum Berlin für Sozialforschung und von 2000 bis 2002 Fellow am Max-Weber-Kolleg für kultur- und sozialwissenschaftliche Studien in Erfurt. Von 2001 bis 2003 war er Vorsitzender der Vereinigung der Deutschen Staatsrechtslehrer. Von Oktober 2003 bis September 2011 nahm Schuppert eine Forschungsprofessur „Neue Formen von Governance“ am Wissenschaftszentrum Berlin für Sozialforschung wahr und war von 2008 bis 2012 gleichzeitig geschäftsführender Direktor des WZB Rule of Law Centers. Er war adjunct professor an der Hertie School of Governance in Berlin und lehrte dort namentlich im Bereich der Governance-Theorie und war daneben bis Ende 2018 Mitglied im Kuratorium der Einrichtung. Darüber hinaus leitete er von 2006 bis 2017 das Teilprojekt B7 Recht und Rechtsstaatlichkeit (rule of law) in Räumen begrenzter Staatlichkeit am Sonderforschungsbereich 700 „Governance in Räumen begrenzter Staatlichkeit: Neue Formen des Regierens?“ der DFG. Seit 2012 ist Schuppert erneut Fellow am Max-Weber-Kolleg der Universität Erfurt. 2014 hatte Schuppert eine Fellowship am Max-Planck-Institut für europäische Rechtsgeschichte inne, die sich mit „Governance Structures of Religious Communities“ befasste und sich 2015 wiederholte. Zudem war er 2016 Gast am Wiener Institut für die Wissenschaften vom Menschen. Einer seiner gegenwärtigen Forschungsschwerpunkte ist der Komplex Globale Ideengeschichte und Recht.

## Schriften (Auswahl)
- Die verfassungsgerichtliche Kontrolle der auswärtigen Gewalt. Baden-Baden 1973.
- Die Erfüllung von Verwaltungsaufgaben durch verselbständigte Verwaltungseinheiten. Göttingen 1981.
- mit Klaus König, Jan Heimann (Hrsg.): Vermögenszuordnung. Aufgabenkonzentration in den neuen Bundesländern (= Verwaltungsorganisation, Staatsaufgaben und Öffentlicher Dienst. Band 29). Nomos, Baden-Baden 1994, ISBN 3-7890-3608-0.
- Verwaltungswissenschaft. Verwaltung, Verwaltungsrecht, Verwaltungslehre. Baden-Baden 2000, ISBN 3-7890-6763-6.
- Staatswissenschaft. Baden-Baden 2003, ISBN 3-8329-0324-0.
- (Hrsg.): Governance-Forschung. 2. Auflage. Baden-Baden 2006.
- mit Ingolf Pernice, Ulrich Haltern (Hrsg.): Europawissenschaft. Baden-Baden 2005.
- Verwaltungsorganisation und Verwaltungsorganisationsrecht als Steuerungsfaktoren. In: Eberhard Schmidt-Aßmann, Wolfgang Hoffmann-Riem, Andreas Voßkuhle (Hrsg.): Grundlagen des Verwaltungsrechts. Band 1: Methoden, Maßstäbe, Aufgaben, Organisation. München 2006, § 16.
- Politische Kultur. Baden-Baden 2008.
- Staat als Prozess. Eine staatstheoretische Skizze in sieben Aufzügen. Frankfurt am Main 2010.
- Alles Governance oder was? (= Schriften des Münchner Centrums für Governance-Forschung. Band 4). Baden-Baden 2011.
- Governance und Rechtsetzung. Grundfragen einer modernen Regelungswissenschaft. Baden-Baden 2011.
- Verflochtene Staatlichkeit. Globalisierung als Governancegeschichte. Frankfurt am Main 2014, ISBN 978-3-593-50180-2.
- mit Stefan Esders: Mittelalterliches Regieren in der Moderne oder modernes Regieren im Mittelalter? (= Schriften zur Governance-Forschung. Band 27). Nomos, Baden-Baden 2015, ISBN 978-3-8487-2264-8.
- The World of Rules. Eine etwas andere Vermessung der Welt. Max Planck Institute for European Legal History. Research Paper, Series No. 2016-01 (Online: http://papers.ssrn.com/sol3/papers.cfm?abstract_id=2747385).
- Governance of Diversity. Zum Umgang mit kultureller und religiöser Pluralität in säkularen Gesellschaften. Frankfurt am Main/New York 2017.
- The World of Rules. A Somewhat Different Measurement of the World. Übersetzt aus dem Deutschen von Rhodes Barrett. Global Perspectives on Legal History. Vol. 10, 2017 (Online: https://www.rg.mpg.de/gplh_volume_10).
- Eine globale Ideengeschichte in der Sprache des Rechts (A Global History of Ideas in the Language of Law). Max Planck Institute for European Legal History. Research Paper, Series No. 2019-02 (Open Access: https://papers.ssrn.com/sol3/papers.cfm?abstract_id=3317569).
- (Hrsg.): Von Staat zu Staatlichkeit. Beiträge zu einer multidisziplinären Staatlichkeitswissenschaft. Baden-Baden 2019.